# Stromausfall in Kuba 2024
Der Stromausfall in Kuba im Jahr 2024 ereignete sich am 18. Oktober und führte zu einem landesweiten, kompletten Blackout, der über zwei Tage andauerte. Erst vier Tage später war die Stromversorgung in Kuba landesweit wieder einigermaßen hergestellt. Ursache war ein ungeplanter Ausfall des größten Kraftwerks des Landes, dem ölbetriebenen Kraftwerk Antonio Guiteras.

## Hintergründe
Kuba befindet sich seit den 2020er Jahren in einer schweren Wirtschaftskrise, die mit der Covid-19-Pandemie begann. Hinzu kam eine fehlgeschlagene Währungsreform zum Jahreswechsel 2020/21, wo der Peso convertible durch die digitale Währung Moneda Libremente Convertible (MLC) ersetzt wurde. Dem Staat fehlt das Geld, um notwendige Ersatzteile zu kaufen und um die Wartung der Kraftwerksanlagen ordnungsgemäß durchführen zu können. Auch Erdöl sowie Schwerbenzin und Dieselkraftstoff zum Betreiben der Kraftwerke und Generatoren kann wegen chronischer finanzieller Engpässe nur unzureichend importiert werden. Zudem lieferte Venezuela in den ersten neun Monaten des Jahres 2024 nur gut halb so viel Öl (32600 Barrel pro Tag) wie im Vorjahreszeitraum (60000 Barrel pro Tag) nach Kuba. Auch russische und mexikanische Lieferungen seien gekürzt worden. Weiterhin haben widriges Wetter und hoher Seegang in den Tagen vor dem großen Stromausfall die Ankunft von Tankschiffen in Kuba verhindert.
Dies führt zu einer vermehrten Anzahl von Havarien wegen technischer Mängel oder Abschaltungen wegen Treibstoffmangels. Die Folge sind ein chronisches Defizit bei der Stromproduktion und oftmals stundenlange Stromabschaltungen in den kubanischen Haushalten. Auch die Zunahme von elektrischen Geräten sorgt für einen erhöhten Strombedarf. 2023 erreichte der Gesamtleistungsbedarf mit 3000 MW einen für Kuba früher undenkbar hohen Wert. 2022 waren es noch 2880 MW.
Zwar macht die kubanische Regierung, wie in solchen Situationen üblich, das US-Embargo dafür verantwortlich. Jedoch halten Experten dieses Argument für nur vorgeschoben. Die Kraftwerke seien nahezu alle sowjetischer Bauart und hätten mit der „Blockade“, wie das Embargo in Kuba genannt wird, nichts zu tun. Gleichzeitig lehnte man angebotene Hilfe aus den USA zur Überwindung der entstandenen Schäden offiziell ab.

## Verlauf
Am Freitag, 18. Oktober 2024 um 11 Uhr vormittags Ortszeit (UTC−4), fiel das große Ölkraftwerk Antonio Guiteras in Matanzas, dessen Leistung 2023 mit 280 MW angegeben wurde, aus. Daraufhin destabilisierte sich Kubas schwaches Stromnetz landesweit, was zu einem Totalausfall im gesamten Land führte. Lediglich zahlreiche Hotels, einige Krankenhäuser und Privathaushalte mit Stromerzeugungsaggregaten waren davon nicht oder nur teilweise betroffen.
Im Laufe des Samstags, 19. Oktober 2024, vermeldete man die teilweise Wiederherstellung des Stromnetzes. Bis 20 Uhr habe man eine Kraftwerksleistung von rund 700 MW bereitstellen können. Mehrere kleinere Kraftwerke und Teile des Großkraftwerks in Mariel seien wieder am Netz. Um 22.15 Uhr brach das nationale Stromnetz jedoch wieder komplett zusammen, nachdem das kalorische Kraftwerk in Santa Cruz del Norte bei Havanna ausfiel.
Am Sonntagvormittag, 20. Oktober 2024 gelang es, das Kraftwerk Antonio Guiteras wieder anzufahren. Zunächst wurde es jedoch noch nicht mit dem nationalen Stromnetz synchronisiert, sondern nur lokal in Form eines sogenannten Inselnetzes. Bis Mittag war das Stromnetz in Zentralkuba von den Provinzen Matanzas bis Holguín weitgehend wiederhergestellt, was jedoch nicht bedeutete, dass die Haushalte wieder mit elektrischer Energie versorgt wurden. Bis zum frühen Nachmittag kamen die Hauptstadt Havanna und die sie umgebenen Provinz Artemisa und Provinz Mayabeque hinzu. Gleichzeitung gab die Regierung die Abschaltung aller leistungsintensiven, nicht essenziellen Aktivitäten bis einschließlich Mittwoch, den 23. Oktober bekannt. Dazu gehörten auch Schul- und Betriebsschließungen. Diese Maßnahme wurde dann später auf die gesamte laufende Woche verlängert. Im Laufe des Nachmittags begann man damit, nach und nach, in jenen Gebieten, wo das Stromnetz wieder funktionierte, auch Privathaushalte wieder mit Strom zu versorgen. Gegen 16.30 Uhr kam es zu einem dritten Komplettzusammenbruch des nationalen Stromnetzes, konnte im Laufe des Abends jedoch teilweise wieder hergestellt werden.
Am Abend des Sonntags traf zudem noch der Hurrikan Oscar als ein Hurrikan der Kategorie 1 bei Baracoa im Osten Kubas auf die kubanische Küste, zog im Verlauf des Montags in nordwestlicher Richtung durch die Provinzen Guantánamo und Holguín und richtete dort teils schwere Schäden auch an der elektrischen Infrastruktur an.
Am Montagmorgen, 21. Oktober 2024 vermeldete man, dass 50 % der Haushalte in Havanna wieder mit Strom versorgt würden. Gegen Mittag waren es 83 %. Außerhalb der Hauptstadt waren es jedoch nur ein Bruchteil davon. Nach und nach konnten die meisten Kraftwerke wieder hochgefahren und mit dem nationalen Stromnetz synchronisiert werden, bereits arbeitende Kraftwerke steigerten ihre Leistung. Gegen 17 Uhr wurde die Wiederherstellung der Wasserversorgung in Havanna vermeldet. Gegen 21 Uhr betrug die nationale Stromproduktion wieder rund 1,3 GW. Knapp 40 % der Haushalte landesweit wurden wieder mit elektrischer Energie versorgt.
Am Dienstag, 22. Oktober 2024 um 14.44 Uhr vermeldete die nationale Strombehörde Unión Eléctrica die vollständige Synchronisation des landesweiten Stromnetzes.

## Aus- und Nachwirkungen
Die direkten Auswirkungen waren zunächst, dass neben der Strom- auch die Wasserversorgung ausfiel, weil auch die Pumpen nicht mehr funktionierten. Haushalte mit Elektroherden hatten keine Möglichkeit zu kochen. Waren in Kühl- und Gefrierschränken mussten entweder rasch verzehrt werden oder verdarben. Dies ist angesichts der sowieso bestehenden chronischen Versorgungskrise ein besonderes Problem, weil Kubaner immer auf Vorrat kaufen, wenn es zufällig mal was gibt. Eine Mutter machte den Stromausfall für den Tod ihrer 13-jährigen, an Diabetes leidenden Tochter verantwortlich. Das lebensnotwendige Insulin müsse stets gekühlt werden, was durch den Blackout nicht mehr möglich war.
Teilweise kam es zu Ausfällen des Telefon- und Mobilfunknetzes. Öffentliche Einrichtungen waren weitgehend geschlossen. Das deutsche Auswärtige Amt zahlreiche Reiseveranstalter aktualisierten ihre Reisehinweise und boten Umbuchungen an.
Vereinzelt kam es in der Bevölkerung auch zu Protesten gegen die Regierung. Eine typische Form, sein Missfallen auszudrücken, sind Krach machen, indem Töpfe geschlagen werden, und laute Rufe. Kubas Präsident Miguel Díaz-Canel warnte, dass man eine solche „Störung der öffentlichen Ordnung“ nicht hinnehmen und die Teilnehmer strafrechtlich verfolgen werde.
Die generellen Probleme mit Kubas Energieversorgung blieben die gleichen wie davor. So besteht ein chronisches Produktionsdefizit, welches, Stand 2024, täglich um die 1000 Megawatt schwankte. Einem Bedarf von rund 3000 MW stand ein Angebot von 2000 MW gegenüber, was einem Defizit von 35 % entspricht und entsprechende geplante Stromabschaltungen zur Folge hatte.